# Billy Williams (Schlagzeuger)
Billy Williams Jr. (* um 1988 in Virginia Beach) ist ein US-amerikanischer Jazzmusiker (Schlagzeug).

## Leben und Wirken
Williams, der aus Virginia Beach, Virginia, stammt, begann im Alter von zehn Jahren unter der Anleitung seines Großvaters, Pastor Wilbert R. Miller, in der Brotherly Love Church of God in Christ in Norfolk, Virginia, Schlagzeug zu spielen. Nach seinem Studium an der  Virginia Commonwealth University arbeitete er als professioneller Musiker; u. a. arbeitete er seit Ende der 2000er-Jahre mit Musikern wie Larry Willis, Steve Davis, Justin Kauflin, Cyrus Chestnut, Delfeayo Marsalis, Warren Wolf, Tim Warfield, Terell Stafford, Ellis Marsalis, Christian McBride, Jon Faddis, Benny Golson und Gary Bartz, Peter Washington und Nat Reeves. Im Laufe seiner Karriere gastierte er in Veranstaltungsorten wie der Carnegie Hall, dem Jazz at Lincoln Center und im Village Vanguard in New York City, im Kennedy Center und im Club Blues Alley in Washington DC, in Europa im Duc des Lombards, A-Trane, Bimhuis, Blue Note Milano,  Umbria Jazz und auf dem Montreux Jazz Festival. Williams war Artist in Residence beim Jazzstudiengang an der Duke University in Durham, North Carolina, am Middlebury College in Middlebury, Vermont, an der University of Notre Dame in South Bend, Indiana, und an der University of Wisconsin-Eau Claire. Im Bereich des Jazz war er laut Tom Lord zwischen 2010 und 2019 an zwölf Aufnahmesessions beteiligt, u. a. auch mit Hod O’Brien (It Don't Mean a Thing, 2011), Stephanie Nakasian (Show Me the Way to Get out of This World), John Fedchock, Matt Criscuolo und Christian Winther (Refuge in Sound, 2015).